# Жона Огандага
Жона Огандага (фр. Jonas Ogandaga, нар. 1 серпня 1975) — габонський футболіст, що грав на позиції півзахисника, зокрема за національну збірну Габону.

## Клубна кар'єра
У дорослому футболі дебютував 1992 року виступами за команду «Петроспорт», в якій провів один сезон, взявши участь у 32 матчах чемпіонату. 
Згодом з 1993 по 1996 рік грав у складі команд «Согара» та «Мбілінга», після чого перейшов до «Раджі» (Касабланка). У складі останньої команди грав лише епізодично, утім двічі став чемпіоном Марокко та вигравав Лігу чемпіонів КАФ.
Протягом 1998–2003 років грав у Тунісі за «Олімпік Кеф» та «Олімпік Меденін», а 2003 року перейшов до габонського «Стад Манджі», за який відіграв останні 6 сезонів своєї кар'єри. Більшість часу, проведеного у складі «Стад Манджі», був основним гравцем команди. Завершив професійну кар'єру футболіста виступами за команду «Стад Манджі» у 2009 році.

## Виступи за збірну
1993 року дебютував в офіційних матчах у складі національної збірної Габону.
У складі збірної був учасником Кубка африканських націй 1994 року у Тунісі, Кубка африканських націй 1996 року у ПАР, а також Кубка африканських націй 2000 року у Гані та Нігерії.
Загалом протягом кар'єри в національній команді, яка тривала 8 років, провів у її формі 36 матчів, забивши 4 голи.

## Титули і досягнення
- Чемпіон Марокко (2):

«Раджа» (Касабланка): 1996-1997, 1997-1998
- Переможець Ліги чемпіонів КАФ (1):

«Раджа» (Касабланка): 1997